# Мур, Эдвард (драматург)
Эдвард Мур, или Эдуард Мур (англ. Edward Moore; 22 марта 1712, Абингдон, Оксфордшир, Великобритания — 1 марта 1757, Ламбет) — английский поэт и драматург, один из видных творцов буржуазной драмы XVIII века, так называемой «мещанской драмы». Сын церковнослужителя, приказчик в полотняной лавке. С 1753 года был редактором популярного еженедельника «Мир» (англ. The World).

## Творчество
Мур рано выдвинулся своими стихами (оды, послания, басни). Одна из его драм — «Игрок» (англ. The Gamester, 1753) — получила мировую известность, главным образом во французской обработке Сорэна (поставлена в Париже в 1768 году). Герой пьесы Беверлей (имя это скоро становится нарицательным), человек слабохарактерный, попадает в руки интригана и шулера Стэкли, проигрывает всё состояние, рискует честью добродетельной жены (которой хочет овладеть Стэкли) и кончает жизнь самоубийством в тюрьме. Источником трагизма здесь являются не подвиги царей и героев, как в классической трагедии, а денежные интересы. Пьеса продержалась на сцене до второй четверти XIX века.
Другие драмы Мура — «Найдёныш» (англ. «The Foundling Comedy»), «Жиль-Блаз» — отличаются теми же типичными чертами «слёзной комедии», резко отрицавшей литературные традиции дворянской аристократии. В буржуазной драме получила выражение оппозиция буржуазии против театра Реставрации с его ходульными традициями и скабрёзными комедиями. Царям и придворным противопоставляются переживания среднего человека; монархической патетике и упадочности дворянства — буржуазная мораль. В XVIII веке, после второй английской революции, когда буржуазия окончательно побеждает феодализм, она произведениями Мура и Лилло кладёт основание своей театральной культуре, преодолевая враждебные аристократические влияния и в области драмы.